# 张颉云
张颉云，江苏丹徒人。清朝政治人物。

## 生平
张颉云為嘉慶二十二年（1817年）丁丑科進士。道光二十三年（1843年）接替罗镛任龙岩州知州一职，道光二十六年由刘承轩接任。